# Salón del Automóvil de Fráncfort

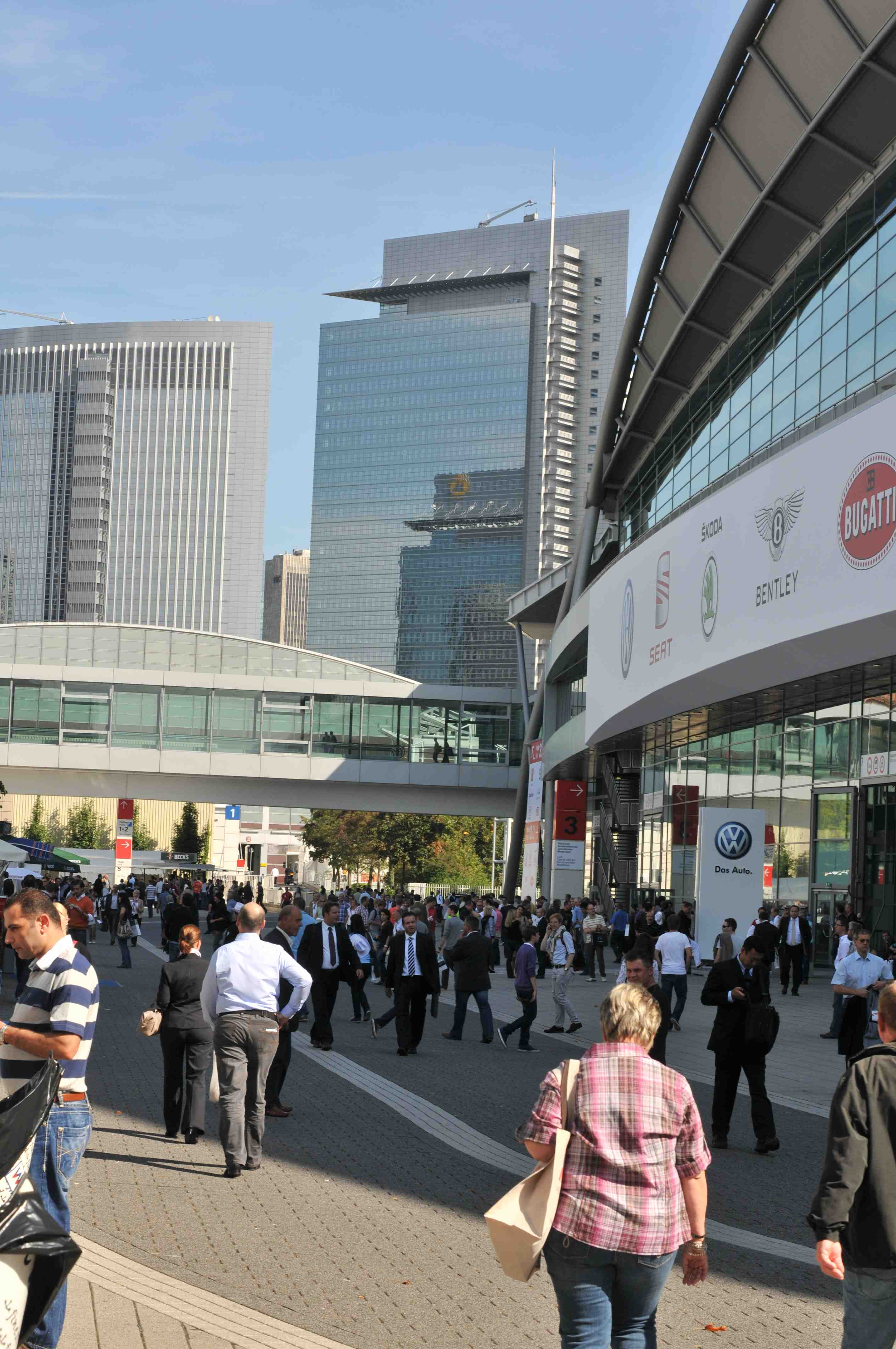
Parque de exposiciones de Fráncfort del Meno

El Salón del Automóvil de Fráncfort, que en alemán se conoce como Internationale Automobil-Ausstellung (IAA - Salón Internacional del Automóvil), es un salón del automóvil que se celebra en septiembre u octubre en Fráncfort del Meno, Alemania. Es uno de los salones más importantes en Europa, junto con los de París y Ginebra.
El salón es organizado por la Asociación Alemana de Fabricantes de Automóviles (en alemán: Verband der Automobilindustrie). Es habitual que las marcas alemanas Audi, BMW, Mercedes-Benz y Volkswagen, así como las semilocales Ford, Opel y las subsidiarias del Grupo Volkswagen (Seat y Škoda) presenten novedades importantes en este salón.
La primera edición del Salón de Fráncfort se llevó a cabo en 1951 (las ediciones anteriores del IAA tuvieron otras sedes). Se celebra únicamente en los años impares, alternándose con el Salón de París. La edición número 67 se desarrolló del 14 al 24 de septiembre de 2017 y registró 810,400 participantes.

## Cronología

### Primeras ediciones
- 1897: Primera miniexhibición en un hotel en Berlín.
- 1923: Primera aparición de camiones Diesel.
- 1921-1926: No se permiten expositores extranjeros como resultado de la Primera Guerra Mundial.
- 1939: Poco antes de la Segunda Guerra Mundial, se muestra por primera vez un Volkswagen.
- 1950: Primera exhibición después de la guerra.
- 1951: La exhibición se traslada a Fráncfort.
- 1965: Primer auto japonés en exhibición.
- 1977: Primera producción en masa de autos con turbocargador.

### 2005
La 61.ª edición del Salón del Automóvil de Fráncfort se celebró en septiembre de 2005. La afluencia fue de 940,000 personas.
Algunas presentaciones destacables del Salón son:
- El Maybach Exelero entre los prototipos,
- o el Porsche Cayman entre los coches de producción.

Aquí puede consultarse un listado completo de los vehículos presentado en el Salón.

### 2007
La 62.ª edición del Salón del Automóvil de Fráncfort se celebró en septiembre de 2007.
Aquí puede consultarse un listado completo de los vehículos presentado en el Salón.

### 2009
La 63.ª edición del Salón del Automóvil de Fráncfort se celebró en septiembre de 2009.
Aquí puede consultarse un listado completo de los vehículos presentado en el Salón.

### 2011

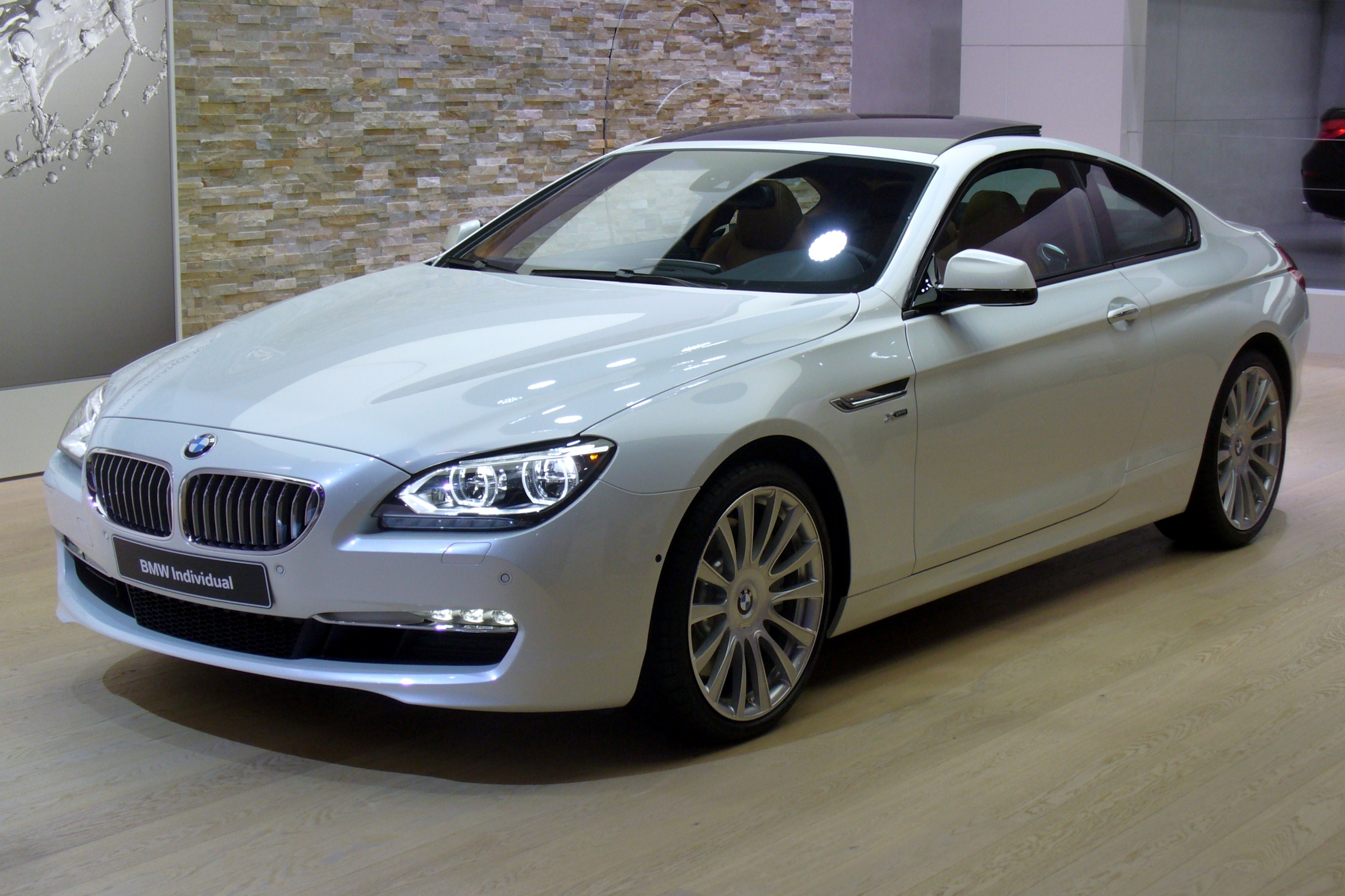
BMW 650i en el Salón del Automóvil de Fráncfort 2011

La 64.ª edición del Salón del Automóvil de Fráncfort 2011' se celebró entre los días 13 y 25 de septiembre de 2011.
A pesar de la crisis financiera presente en el momento el número de presentaciones aumentó frente a salones anteriores.
Aquí puede consultarse un listado completo de los vehículos presentado en el Salón.
Aparte de las presentaciones e las marcas automovilísticas: prototipos, nuevos modelos o restyling de otros existentes, en el Salón la industria auxiliar de la automoción también presenta sus propuestas futuras en fase de diseño y ensayo y sus novedades en fase comercial. Entre las presentaciones de este año se puede destacar:
- El sistema Park4U ( abreviación de "park for you", es decir "aparca por ti" o "aparcamiento para ti") de la casa Valeo, una aplicación para teléfono inteligente que permite a sus usuarios aparcar el coche desde el exterior del mismo utilizando el teléfono móvil. La aplicación se vale de los sistemas de ayuda al aparcamiento y es compatible con varias marcas como Volkswagen, Lincoln, Ford y Audi.[3]

### 2013

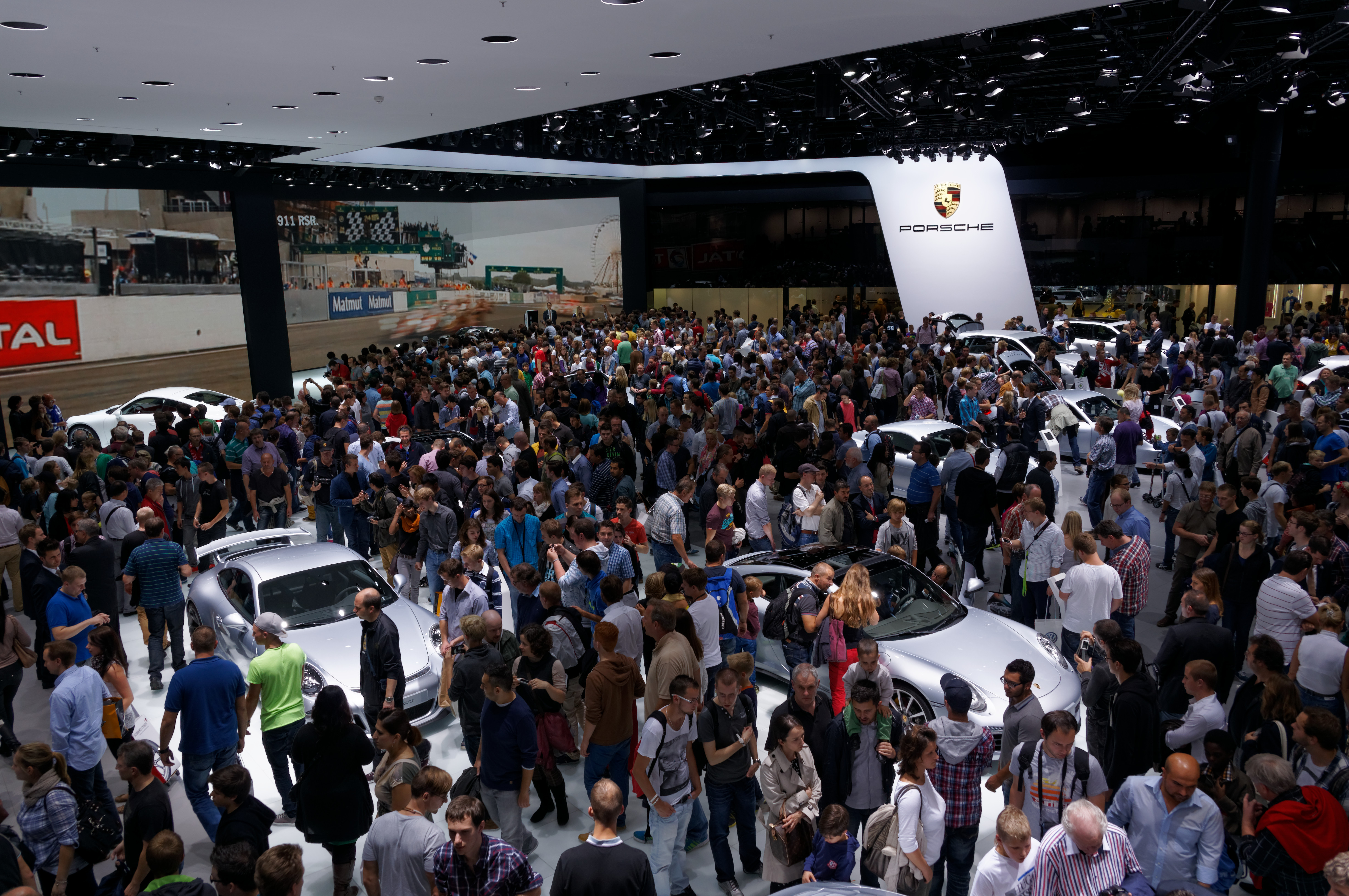
Porsche en el Salón del Automóvil de Fráncfort 2013

En este Salón (del 13 al 25 de septiembre de 2013), se va a presentar el AEGT01, el coche eléctrico más potente del mundo. Muchas marcas apuestan por los vehículos eléctricos o híbridos, comienza a notarse la necesidad de cubrir estos nichos de mercado, entre los destacados, el BMW i8, un deportivo híbrido con una autonomía y potencia importantes.

### 2019
En el Salón de Fráncfort de 2019 (12 al 22 de septiembre de 2019) se recordará como el primer Salón donde más coches eléctricos se presentaron, bien por marcas locales como Volkswagen o Porsche, como extranjeras, como Honda, con su compacto el Honda e. Pero fueron varios 100% eléctricos de producción los que se presentaron:
- Volkswagen ID.3
- Porsche Taycan
- Honda e